# Корпорал

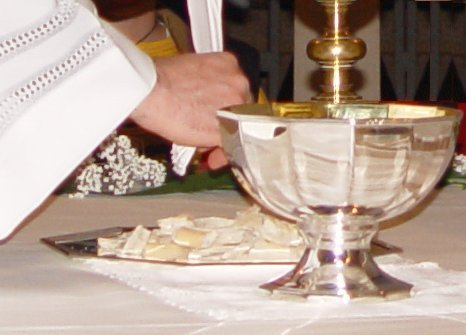
Корпорал, на який поставлені патена з гостіями і чаша з вином

Корпор́ал (лат. Corporale) – у римо-католицькому обряді квадратне полотно, яке розкладають на вівтарі. Під час Євхаристійної літургії на нього кладуть патену з гостіями і чашу з вином для Євхаристії. Назва походить від латинської назви Corpus Christi - Тіло Христове. Згідно з традицією він має символізувати саван, у який було завернуте тіло Ісуса Христа в гробі. . Згідно з традиційними літургійними правилами корпорал, як правило, виготовляють з натурального білого полотна, він не має бути орнаментованим вишивкою, хоча було багато середньовічних винятків з цього правила. Після завершення меси священник чи диякон складають корпорал, забирають з вівтаря і зберігають у складеному стані в спеціальному чохлі чи футлярі. 
У візантійському обряді корпоралу відповідає ілитон.